# 平釜線
平釜線（ピョンブせん）は朝鮮民主主義人民共和国平壌直轄市中区域にある平壌駅から大韓民国京畿道坡州市の都羅山駅までを結ぶ、朝鮮民主主義人民共和国鉄道省の鉄道路線である。

## 概要
日本統治時代には京義線として、京釜線と共に京城（現：ソウル）を起点とする朝鮮から満洲・中国方面への連絡を担う重要幹線と位置付けられていたが、南北分断と朝鮮戦争を経て軍事境界線を挟む形で路線が分断されたことに伴い、北朝鮮側の路線を平壌駅を境として北側を平義線、同国の施政下においては南限の開城駅までを平釜線（釜は釜山を指す）と改称したが、2024年の北朝鮮の南北統一放棄に従って、開城〜都羅山が制度上廃止され、平開線と改称された。
一般営業が行われているのは開城駅までである。開城 - 都羅山間は2003年に韓国側の京義線との鉄道連結事業により整備（再開通）されたもので、2007年から貨物輸送等を実施していたものの、運行中断状態となり、2024年に制度上廃止となった。詳細は京義線・東海線鉄道および道路の連結事業を参照。
同国の主要都市の一つである開城と平壌の間を結ぶ路線であるため、重要度は高い。但し2002年当時の時刻表によれば、平壌から直通する急行列車は存在せず、準急行と各駅停車のみが設定されていた。
現在は平壌-開城高速道路を走るバスを用いているが、以前は平釜線を外国人北朝鮮ツアーでの板門店訪問の際に使用していたこともあったという。朝鮮民主主義人民共和国の鉄道の項目も参照。2018年に北朝鮮と韓国が実施した共同調査結果では、施設の老朽化と電力不足によって速度が出せない状況にある。

### 路線データ
- 路線距離：平壌-開城間187.3 km
- 駅数：27（両端駅を含む）
- 軌間：1,435 mm
- 電化区間：全線（直流3000 V）
- 複線区間：なし

## 沿革
- 1906年4月3日 - 京義線（京城駅-新義州駅間）の全区間が開通する。
- 1945年 - 日本統治時代終焉によるソ連軍占領により、平壌駅 - 沙里院駅間が北朝鮮の路線となる[3]。
- 1953年 - 朝鮮戦争休戦により軍事境界線の西側が南下したため、平壌駅 - 開城駅間が北朝鮮の路線となる[3]。
- 1991年9月23日 - 平山駅 - 開城駅間の電化工事着工と朝鮮中央通信が報道[5]。
- 1993年2月13日 - 平山駅 - 開城駅間電化開業[5]。
- 2000年
  - 6月15日 - 6.15南北共同宣言により、南北間の鉄道が接続されるきっかけが設けられる。
  - 7月31日 - 南北閣僚級会談で、平釜線と京義線の接続が合意される。
- 2003年6月14日 - 平釜線・京義線の連結式が挙行された。式典は韓国と北朝鮮で別々に行われた。
- 2007年
  - 5月17日 - 京義線汶山駅 - 平釜線開城駅間で列車の試運転が実施される。孫河駅、板門駅が開業。
  - 12月11日 - 鳳東駅が貨物列車専用駅として再開業する。
- 2008年11月28日 - 汶山駅 - 鳳東駅間の貨物列車の運行を中断。
- 2009年8月25日 - 12月1日の措置[要説明]が解除され、列車運行再開。
- 2018年12月26日 - 板門駅で南北鉄道連結着工式が開かれる。
- 2024年 - 北朝鮮の南北統一放棄により、開城駅 - 都羅山駅間が制度上廃止される。

## 駅一覧
| 駅名                           | 駅名                    | 駅名                         | 駅間キロ (km) | 平壌 からの 累計キロ (km) | ソウル からの 累計キロ (km) | 接続路線                     | 所在地                 | 所在地                 | 所在地                 |            |
| 日本語                         | 朝鮮語                  | 英語                         | 駅間キロ (km) | 平壌 からの 累計キロ (km) | ソウル からの 累計キロ (km) | 接続路線                     | 所在地                 | 所在地                 | 所在地                 |            |
| ------------------------------ | ----------------------- | ---------------------------- | ------------- | ------------------------- | --------------------------- | ---------------------------- | ---------------------- | ---------------------- | ---------------------- | ---------- |
| 平壌駅                         | 평양역                  | P'yŏngyang                   | 0.0           | 0.0                       | 261.0                       | 北朝鮮鉄道省：平義線・平南線 | 朝鮮民主主義人民共和国 | 平壌直轄市             | 中区域                 |            |
| 大同江駅                       | 대동강역                | Taedonggang                  | 2.6           | 2.6                       | 258.4                       | 北朝鮮鉄道省：平徳線         | 朝鮮民主主義人民共和国 | 平壌直轄市             | 船橋区域               |            |
| 力浦駅                         | 력포역                  | Ryŏkp'o                      | 8.0           | 10.6                      | 250.4                       | 北朝鮮鉄道省：楽浪線         | 朝鮮民主主義人民共和国 | 平壌直轄市             | 力浦区域               |            |
| 中和駅                         | 중화역                  | Chunghwa                     | 7.2           | 17.8                      | 243.2                       |                              | 朝鮮民主主義人民共和国 | 黄海北道               | 中和郡                 |            |
| 黒橋駅                         | 흑교역                  | Hŭkkyo                       | 6.6           | 24.4                      | 236.6                       |                              | 朝鮮民主主義人民共和国 | 黄海北道               | 黄州郡                 |            |
| キンドゥン駅                   | 긴등역                  | Kindŭng                      | 6.7           | 31.1                      | 229.9                       |                              | 朝鮮民主主義人民共和国 | 黄海北道               | 黄州郡                 |            |
| 黄州駅 (黄海黄州駅)            | 황주역 (황해황주역)     | Hwangju (Hwanghae Hwangju)   | 5.4           | 36.5                      | 224.5                       | 北朝鮮鉄道省：松林線         | 朝鮮民主主義人民共和国 | 黄海北道               | 黄州郡                 |            |
| 沈村駅                         | 침촌역                  | Ch'imch'on                   | 10.2          | 46.7                      | 214.3                       |                              | 朝鮮民主主義人民共和国 | 黄海北道               | 黄州郡                 |            |
| 正方里駅 (桂東駅)              | 정방리역 (계동역)       | Chŏngbang-ri (Kyedong)       | 7.1           | 53.8                      | 207.2                       |                              | 朝鮮民主主義人民共和国 | 黄海北道               | 沙里院市               |            |
| 沙里院青年駅 (沙里院駅)        | 사리원청년역 (사리원역) | Sariwŏn Ch'ŏngnyŏn (Sariwŏn) | 6.7           | 60.5                      | 200.5                       | 北朝鮮鉄道省：黄海青年線     | 朝鮮民主主義人民共和国 | 黄海北道               | 沙里院市               |            |
| 東沙里院駅 (新鳳山駅)          | 동사리원역 (신봉산역)   | Tongsariwŏn (Sinbongsan)     | 4.6           | 65.1                      | 195.9                       |                              | 朝鮮民主主義人民共和国 | 黄海北道               | 沙里院市               |            |
| 鳳山駅 (馬洞駅)                | 봉산역 (마동역)         | Pongsan (Madong)             | 5.4           | 70.5                      | 190.5                       | 北朝鮮鉄道省：鳳山線         | 朝鮮民主主義人民共和国 | 黄海北道               | 鳳山郡                 |            |
| 清渓駅                         | 청계역                  | Ch'ŏnggye                    | 7.0           | 77.5                      | 183.5                       |                              | 朝鮮民主主義人民共和国 | 黄海北道               | 鳳山郡                 |            |
| 興水駅                         | 흥수역                  | Hŭngsu                       | 7.9           | 85.4                      | 175.6                       |                              | 朝鮮民主主義人民共和国 | 黄海北道               | 鳳山郡                 |            |
| 文武駅 (文武里駅)              | 문무역 (문무리역)       | Munmu (Munmu-ri)             | 4.8           | 90.2                      | 170.8                       |                              | 朝鮮民主主義人民共和国 | 黄海北道               | 瑞興郡                 |            |
| 石峴駅 (瑞興駅)                | 석현역 (서흥역)         | Sŏkhyŏn (Sŏhŭng)             | 10.4          | 100.6                     | 160.4                       |                              | 朝鮮民主主義人民共和国 | 黄海北道               | 瑞興郡                 |            |
| 瑞興駅 (新幕駅)                | 서흥역 (신막역)         | Sŏhŭng (Sinmak)              | 6.8           | 107.4                     | 153.6                       |                              | 朝鮮民主主義人民共和国 | 黄海北道               | 瑞興郡                 |            |
| 物開駅                         | 물개역                  | Mulgae                       | 10.5          | 117.9                     | 143.1                       |                              | 朝鮮民主主義人民共和国 | 黄海北道               | 平山郡                 |            |
| 平山駅 (南川駅)                | 평산역 (남천역)         | P'yŏngsan (Namch'ŏn)         | 8.8           | 126.7                     | 134.3                       | 北朝鮮鉄道省：青年伊川線     | 朝鮮民主主義人民共和国 | 黄海北道               | 平山郡                 |            |
| 太白山城駅 (平山駅)            | 태백산성역 (평산역)     | Taebaeksansŏng (P'yŏngsan)   | 8.6           | 135.3                     | 125.7                       |                              | 朝鮮民主主義人民共和国 | 黄海北道               | 平山郡                 |            |
| 汗浦駅                         | 한포역                  | Hanp'o                       | 5.7           | 141.0                     | 120.0                       |                              | 朝鮮民主主義人民共和国 | 黄海北道               | 平山郡                 |            |
| 金川駅 (金郊駅)                | 금천역 (금교역)         | Kŭmch'ŏn (Kŭmgyo)            | 10.3          | 151.3                     | 109.7                       |                              | 朝鮮民主主義人民共和国 | 黄海北道               | 金川郡                 |            |
| 鶏井駅                         | 계정역                  | Kyejŏng                      | 11.9          | 163.2                     | 97.8                        |                              | 朝鮮民主主義人民共和国 | 黄海北道               | 金川郡                 |            |
| 礪峴駅                         | 려현역                  | Ryŏhyŏn                      | 7.2           | 170.4                     | 90.6                        |                              | 朝鮮民主主義人民共和国 | 開城特別市             | 開城特別市             | 開城特別市 |
| 開豊駅 (土城駅)                | 개풍역 (토성역)         | Kaep'ung (T'osŏng)           | 7.8           | 178.2                     | 82.8                        | 北朝鮮鉄道省：土海線（廃線） | 朝鮮民主主義人民共和国 | 開城特別市             | 開城特別市             | 開城特別市 |
| 開城駅                         | 개성역                  | Kaesŏng                      | 9.1           | 187.3                     | 73.7                        |                              | 朝鮮民主主義人民共和国 | 開城特別市             | 開城特別市             | 開城特別市 |
| 孫河駅（休止中）               | 손하역                  | Sonha                        | 3.9           | 191.2                     | 69.8                        |                              | 朝鮮民主主義人民共和国 | 開城特別市             | 開城特別市             | 開城特別市 |
| 鳳東駅（休止中）               | 봉동역                  | Pongdong                     | 3.9           | 195.1                     | 65.9                        |                              | 朝鮮民主主義人民共和国 | 開城特別市             | 開城特別市             | 開城特別市 |
| 板門駅（休止中）               | 판문역                  | P'anmun                      | 2.5           | 197.6                     | 63.4                        |                              | 朝鮮民主主義人民共和国 | 開城特別市             | 開城特別市             | 開城特別市 |
| 都羅山駅（北朝鮮側のみ休止中） | 도라산역                | Torasan                      | 7.3           | 204.9                     | 56.1                        | 韓国鉄道公社：京義線         | 大韓民国 京畿道 坡州市 | 大韓民国 京畿道 坡州市 | 大韓民国 京畿道 坡州市 |            |

- 括弧内は旧駅名[6]。
- 礪峴駅-開豊駅間で北緯38度線を跨ぐ。

### 廃駅
- 1950年廃止：長湍駅（板門 - 都羅山間。廃止当時は大韓民国京畿道坡州市と朝鮮民主主義人民共和国黄海北道開城市に跨って位置していた。）

## 参考資料
- 国分隼人『将軍様の鉄道 北朝鮮鉄道事情』新潮社、2007年1月20日。